# Obdurodon insignis
Obdurodon insignis je druhem prehistorického ptakopyska rodu Obdurodon, který se vyskytoval v Austrálii v svrchním oligocénu (před 33–22,5 miliony let).
První nález tohoto ptakopyska byl uskutečněn roku 1975 Mikem O. Woodburnem a Dickem H. Tedfordem ve formaci Etudunna v poušti Tirari, ležící v Jižní Austrálii. Holotypem je spodní stolička, která je uložena v South Australia's Museum v Adelaide. Zub má šest kořenů. Na stejném nalezišti byl také nalezen molár M2 se čtyřmi kořeny a fragmenty čelisti a pánve. U Obdurodona byl zjištěn, oproti jeho předkovi s názvem Steropodon galmani, navíc jeden špičák (NC1). Oproti druhu Obdurodon dicksoni musel mít Obdurodon insignis relativně menší zobák.